# Покровская церковь (Плешивец)
Церковь Покрова Пресвятой Богородицы — девятиглавый православный храм в селе Плешивец Гадячского района Полтавской области. Построен в 1902—1906 гг. по проекту И. С. Кузнецова в подражание архитектуре казацкого барокко.
По мнению Ореста Левицкого, это «первый опыт художественного воспроизведения [украинского] национального зодчества».

## История постройки
К началу XX века деревянная церковь в Плешивце обветшала, и жители села обратились с просьбой помочь им в изготовлении проекта будущего храма и в изыскании средств на его постройку к епископу Московскому Парфению, уроженцу села Плешивец. Его отец, священник Андрей Левицкий 30 лет священствовал с этом селе. Имея обширный круг знакомых среди московских архитекторов, Парфений получил много эскизов каменной церкви. Однако, ни один проект не отвечал желаниям епископа. Но однажды он увидел у исследователя истории Запорожья Дмитрия Эварницкого снимок Троицкого собора в городе Новомосковске, который напомнил ему знакомые с детства черты архитектуры украинских храмов. Деревянную церковь в Новомосковске построил приглашённый из Водолаги Яким Погребняк примерно в 1773—1775 годах.
Проект каменного храма по просьбе Парфения был разработан Иваном Кузнецовым, и под его руководством и наблюдением осенью 1902 года началось строительство храма. Эварницкий преподнёс архитектору фотографию деревянного храма в Новомосковске с надписью: «Архитектору Погребняку — второму, И. С. Кузнецову — Д. И. Эварницкий». Первоначальный проект был выполнен в классическом стиле в 1902 году, но затем коренным образом переделан, и в итоге церковь была построена в украинском стиле. Освящение храма состоялось в июле 1906 года.
Выполненный в Московской иконописной мастерской иконостас был утрачен во времена СССР, колокольня была взорвана в 1934 году. Сама церковь во время Великой Отечественной войны испытала семь попаданий орудийных снарядов, но уцелела.
Религиозная община зарегистрирована органами государственной власти 19 февраля 1993 года как община Украинской православной церкви. Для религиозных служб использует здание церкви.

## Описание
Техническое описание храма составлено его строителем художником-архитектором И. С. Кузнецовым: "План храма представляет фигуру креста. Фасады со всех четырёх сторон одинаковы, От главного массива храма на высоте 4,5 сажень от земли берут начало главы (башни) и разбиваясь на три группы, пропорционально, одна выше другой, стремятся вверх; таким образом из общего массива образуется храм о девяти главах.
Главы освещаются окнами, причём восемь глав имеют два яруса окон, каждая по четыре окна в ярусе, а девятая, центральная глава имеет три яруса окон, по восьми окон в ярусе. Смотря на фасад церкви, трудно представить грандиозность и лёгкость внутреннего вида церкви. Этот эффект получился как следствие перспективности постройки, достигаемой наклонами стен башен, идущими к центру их.
Общая длина и ширина храма составляет 12,56 погонных сажень.
Длина от западной входной двери до среднего иконостаса 7,33, от западной стены до малого иконостаса — 6,25 сажень. Толщина круглого пилона 1,04, квадратного пилона 0,78 сажень каждая сторона. Высота церкви: от пола до арки у большой главы 5,51, у малой главы — 4,94 сажень. Высота от земли центральной главы с крестом — 21, от пола церкви до купола центральной главы — 14,54 сажень. Высота от земли четырёх средних глав с крестами — 16, от пола церкви до куполов средних глав — 10,35 сажень. Высота от земли четырёх малых глав с крестами — 12,8, от пола церкви до куполов малых глав 8,26 сажень. Длина иконостасов по огибу у пилонов 13,13 сажень. Высота главного иконостаса с крестом — 5,20, боковых с крестами — 3,15 сажень. Ширина шестиярусной части главного иконостаса 3 сажени, трехъярусных частей боковых иконостасов — 5 аршин 8 вершков.
Церковь по своему плану построена так, что главный груз постройки (600 тысяч пудов) сосредоточен на четырёх пилонах, а напряжение на квадратный дюйм сечения пилона допущено 6 пудов.
В конструктивном отношении настоящая постройка заслуживает большого внимания тем, что все девять глав с прямоугольников переходят в восьмигранники и, поднимаясь вверх, пропорционально суживаются, при чём кладка стен внутренних и наружных (в частях крыш) идет с наклоном внутрь глав и наклон стен по отношению к их высоте достигает трети высоты.
Вопрос кладки наклонных стен решен здесь не так, как это предлагается учебниками, то есть кладка велась кирпичом горизонтальными рядами с напуском, то есть сдвигом одного ряда над другим, а не нормально к наклону стены. Сводчатой кладкой (нормально к наклону поверхности стен) исполнены девять сомкнутых сводов в главах.
Шестиярусный иконостас исполнен по рисункам И. С. Кузнецова в московской мастерской И. А. Соколова. Иконы написаны московским художником В. И. Гурьяновым.
Построен храм на средства отчасти прихожан, но главным образом на пожертвования московских благотворителей. Стоимость постройки несколько более ста тысяч рублей. Прихожане все от мала до велика, старики и женщины, принимали самое живое участие в постройке — подвозкой материалов, выделкой кирпича, земляными и другими работами.
Село Плешивец расположено по склону высокой горы. Новый храм поставлен на половине уклона горы и виден на большое расстояние.